# Psoroptes cuniculi
Psoroptes cuniculi ist eine parasitisch lebende Milbe und Erreger der Ohrräude bei Kaninchen, Pferden, Ziegen und Rehen. 
Weibchen der Art sind 400 bis 750 µm lang und 350–500 µm breit, Männchen 430–550 × 320–460 µm. Hinzu kommt ein bei Weibchen etwa 125 µm, bei Männchen etwa 95 µm langes Gnathosoma, das länger als breit ist. Das dritte und vierte Beinpaar überragen den äußeren Körperrand. Die Weibchen tragen am ersten, zweiten und vierten, die Männchen an den ersten drei Beinpaaren an einem langen gegliederten Haftstiel sitzende trompetenförmige Haftlappen.
Die Adulten stechen mit ihren stilettartigen Cheliceren die Oberhaut bis in die obere Lederhautschicht des Wirts und ernähren sich vor allem von Lymphe und Gewebsflüssigkeit. Die Entwicklung vom Ei über ein Larven- und zwei Nymphenstadien zur Adultform dauert zwei bis drei Wochen.